# Motobloc Type L
Der Motobloc Type L ist ein Pkw-Modell der 1900er Jahre. Hersteller war Motobloc im französischen Bordeaux.

## Beschreibung
Das Fahrzeug wurde nur 1906 hergestellt.
Es hat einen Zweizylindermotor. Jeweils 120 mm Bohrung und Hub ergeben 2714 cm³ Hubraum. Aufgrund des Motors gibt es auch die Bezeichnung 10/14 CV. Eine Besonderheit, die Motoblocs Vorgänger Schaudel eingeführt hatte, war, dass Motor und Getriebe miteinander verblockt sind. Der Motor ist vorn im Fahrgestell eingebaut und treibt die Hinterachse an.
Vorgänger war der Type G, der in einer Version einen Motor gleicher Große hatte. Type K der Bauzeit 1906–1909 und Type I/J der Bauzeit 1908–1909 haben einen Vierzylindermotor mit denselben Zylinderabmessungen.